# Stephen Hough

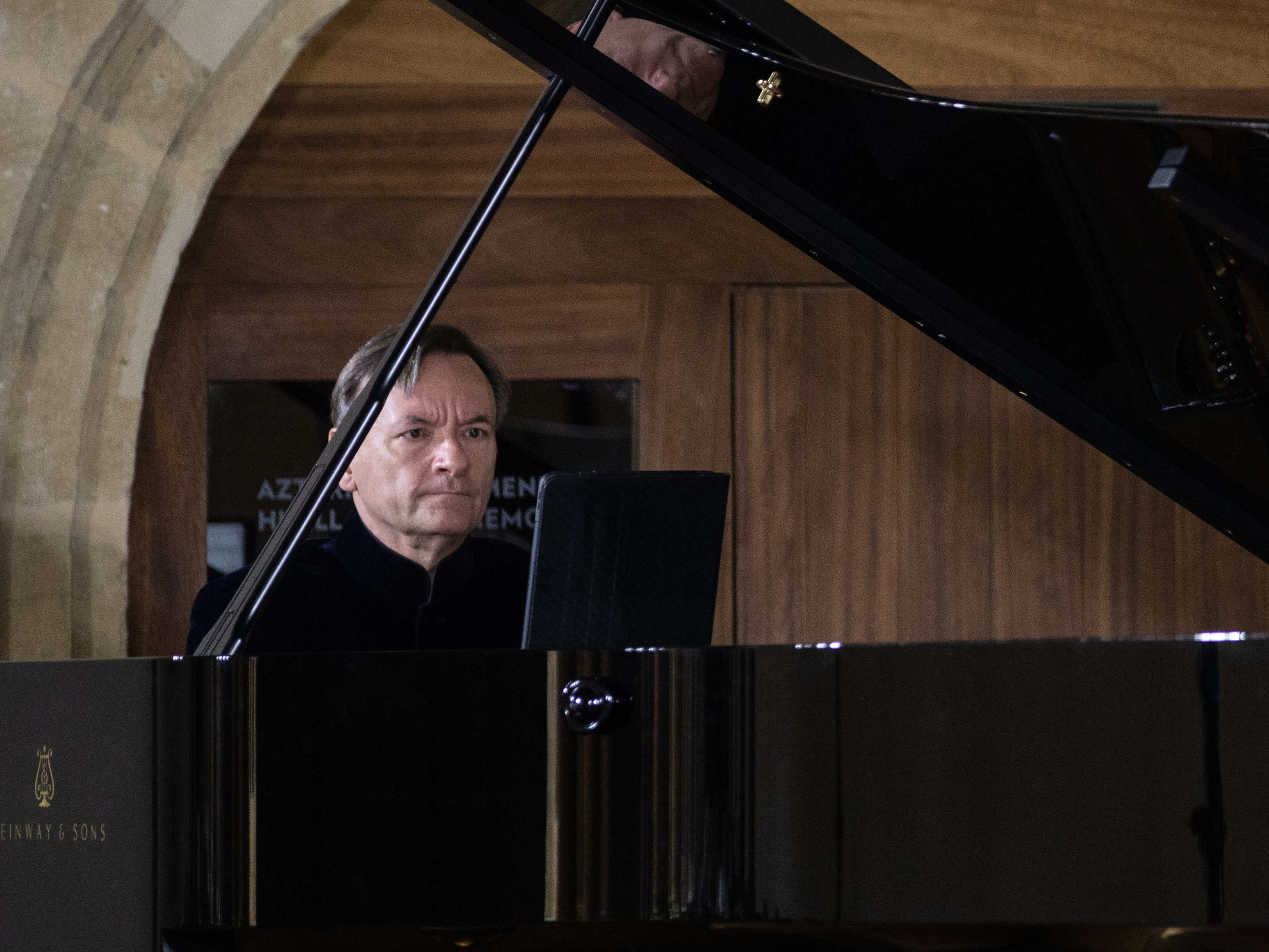
Stephen Hough (2021)

Stephen Hough [ˈhʌf] CBE (* 22. November 1961 in Heswall, Merseyside, England) ist ein englischer Pianist und Komponist.

## Leben
Nach seinem Sieg beim Naumburg-Klavierwettbewerb im Jahre 1983 konzentrierte sich Hough zunächst auf eher abseitiges, tendenziell romantisches Repertoire. Eine Einspielung von zwei Klavierkonzerten des Mozart-Schülers Johann Nepomuk Hummel machte ihn international bekannt.
Hough spielte Aufnahmen von Mompou, Lowell Liebermann, Corigliano und George Tsontakis ein.
Als Referenzen gelten außerdem seine Einspielungen der romantischen Klavierkonzerte von Emil von Sauer und Xaver Scharwenka, die einen Gramophone Award gewannen, sowie aller Werke für Klavier und Orchester von Camille Saint-Saëns.
Eine besondere Liebe hegt Hough für Sergei Rachmaninow. Sein Interpretationsstil gilt als brillant und frisch.
Er lebt in Großbritannien und in den USA. Hough ist homosexuell und bekennt sich offen dazu. 2005 veröffentlichte Hough das Buch The Bible as Prayer: A Handbook for Lectio Divina.

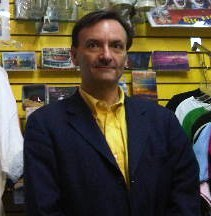
Stephen Hough (2010)

2001 war er MacArthur Fellow. 2014 wurde er zum Commander des Order of the British Empire ernannt.
Hough wirkte mehrfach bei der Veranstaltung Last Night of the Proms in der Londoner Royal Albert Hall mit.

## Werke
- The Bible as Prayer: A Handbook for Lectio Divina, 2005